# ミッドランド・ロックハウンズ
ミッドランド・ロックハウンズ(Midland RockHounds)は、MiLB、AA（ダブルA）テキサスリーグ南地区所属の野球チーム。本拠地はテキサス州ミッドランド郡ミッドランドにあるセキュリティ・バンク・ボールパーク。現在はMLB・オークランド・アスレチックス傘下のチームとして活動している。

## 歴史
1972年、シカゴ・カブス傘下AA級チームとしてテキサス州ミッドランド郡ミッドランドを本拠とする「ミッドランド・カブス」が創設。
1985年からカリフォルニア・エンゼルスと提携を開始し、「ミッドランド・エンゼルス」に改名。
1998年限りでエンゼルスとの提携を解消し、オークランド・アスレチックスと契約。チーム名を「ミッドランド・ロックハウンズ」へ改名した。
2002年にセキュリティ・バンク・ボールパークへ移転。
2014年9月12日にアスレチックスと2年契約を結んだ。

## 選手名鑑

### 現役選手
| 投手 - 39 ティム・アサートン (Tim Atherton)** - 19 アンドレス・アビラ (Andres Avila) - 49 ライアン・ドゥーリトル (Ryan Doolittle) - 40 オマー・デュラン (Omar Duran) - 45 セス・フランコフ (Seth Frankoff) - 41 パーカー・フレイジャー (Parker Frazier) - 43 クリス・ホール (Kris Hall) - 23 タッカー・ヒーリー (Tucker Healy) - 33 クリス・ジェンセン (Chris Jensen) - 17 ジョナサン・ジョセフ (Jonathan Joseph) - 50 ショーン・マナイア (Sean Manaea) - 11 ブレンダン・マッカリー (Brendan McCurry) - 14 ジェイク・サンチェス (Jake Sanchez) - 28 ジェフ・ウラウブ (Jeff Urlaub) - -- ボビー・ウォール (Bobby Wahl)** | 投手 - 39 ティム・アサートン (Tim Atherton)** - 19 アンドレス・アビラ (Andres Avila) - 49 ライアン・ドゥーリトル (Ryan Doolittle) - 40 オマー・デュラン (Omar Duran) - 45 セス・フランコフ (Seth Frankoff) - 41 パーカー・フレイジャー (Parker Frazier) - 43 クリス・ホール (Kris Hall) - 23 タッカー・ヒーリー (Tucker Healy) - 33 クリス・ジェンセン (Chris Jensen) - 17 ジョナサン・ジョセフ (Jonathan Joseph) - 50 ショーン・マナイア (Sean Manaea) - 11 ブレンダン・マッカリー (Brendan McCurry) - 14 ジェイク・サンチェス (Jake Sanchez) - 28 ジェフ・ウラウブ (Jeff Urlaub) - -- ボビー・ウォール (Bobby Wahl)** | 捕手 - 13 ブルース・マックスウェル(Bruce Maxwell) - 8 ビュー・テイラー (Beau Taylor) 内野手 - 18 アンソニー・アリオッティー (Anthony Aliotti) - 25 ライオン・ヒーリー (Ryon Healy) - 16 ウェイド・カークランド (Wade Kirkland) - 12 ヤイロ・ムニョス (Yairo Munoz) - 34 レナート・ヌニェス (Renato Nunez)* - 21 マット・オルソン (Matt Olson) - 10 チャド・ピンダー (Chad Pinder)** - 6 コリン・ウォルシュ (Colin Walsh) 外野手 - 9 ジェイコブ・ブルグマン (Jaycob Brugman) - 5 チャド・オベラッカー (Chad Oberacker) - 26 ジョシュ・ウィタカー (Josh Whitaker) | 捕手 - 13 ブルース・マックスウェル(Bruce Maxwell) - 8 ビュー・テイラー (Beau Taylor) 内野手 - 18 アンソニー・アリオッティー (Anthony Aliotti) - 25 ライオン・ヒーリー (Ryon Healy) - 16 ウェイド・カークランド (Wade Kirkland) - 12 ヤイロ・ムニョス (Yairo Munoz) - 34 レナート・ヌニェス (Renato Nunez)* - 21 マット・オルソン (Matt Olson) - 10 チャド・ピンダー (Chad Pinder)** - 6 コリン・ウォルシュ (Colin Walsh) 外野手 - 9 ジェイコブ・ブルグマン (Jaycob Brugman) - 5 チャド・オベラッカー (Chad Oberacker) - 26 ジョシュ・ウィタカー (Josh Whitaker) |
| * 40人ロースター ** DL入り 2015年9月13日更新 [公式サイト(英語)より：ロースター 選手の移籍・故障情報] | | | |

### 監督・コーチ
| 背番号 | 国籍               | 役職       | 選手名                                      |
| 20     | アメリカ合衆国の旗 | 監督       | ライアン・クリステンソン (Ryan Christenson) |
| 7      | アメリカ合衆国の旗 | 打撃コーチ | エリック・マーティンス (Eric Martins)       |
| 31     | アメリカ合衆国の旗 | 投手コーチ | ジョン・ワズディン (John Wasdin)            |

### 過去の主な所属選手
- 中島裕之 (2014年)